# بلدة ماكومب (ميشيغان)
ماكومب (بالإنجليزية: Macomb Township, Michigan)‏ هي بلدة تقع في مقاطعة ماكومب (ميشيغان) بولاية ميشيغان في الولايات المتحدة. تبلغ مساحتها 94 (كم²)، وترتفع عن سطح البحر 184 م، بلغ عدد سكانها 79580 نسمة في عام 2010 حسب إحصاء مكتب تعداد الولايات المتحدة وتصل الكثافة السكانية فيها 537.3 نسمة/كم2.

## أعلام
- تي. غور

## وصلات خارجية
- - The US50 - Cities and Towns in Michigan State
- Michigan Cities and Towns, Facts, Map, Flag, Colleges, Government, and More